# Carole Montillet-Carles
Carole Montillet-Carles (ur. 7 kwietnia 1973 w Grenoble) – francuska narciarka alpejska, złota medalistka olimpijska, brązowa medalistka mistrzostw świata oraz zdobywczyni Małej Kryształowej Kuli Pucharu Świata.

## Kariera
Po raz pierwszy na arenie międzynarodowej Carole Montillet pojawiła się w 1991 roku, kiedy wystartowała na mistrzostwach świata juniorów w Geilo. Zajęła tam 17. miejsce w zjeździe, 19. miejsce w supergigancie oraz 28. miejsce w slalomie gigancie. Podczas rozgrywanych rok później mistrzostw świata juniorów w Mariborze jej najlepszymi wynikami były jedenaste miejsca w zjeździe i supergigancie.
W zawodach Pucharu Świata zadebiutowała 15 grudnia 1991 roku w Santa Caterina zajmując 30. miejsce w supergigancie. Tym samym już w swoim debiucie wywalczyła pierwsze pucharowe punkty. Pierwsze podium w zawodach tego cyklu wywalczyła 13 marca 1993 roku w Kvitfjell, zajmując trzecie miejsce w zjeździe. W zawodach tych wyprzedziły ją jedynie Kanadyjka Kate Pace i Picabo Street z USA. Łącznie w karierze 25. razy stawała na podium zawodów PŚ, odnosząc przy tym osiem zwycięstw: 16 lutego 2001 roku w Garmisch-Partenkirchen, 13 grudnia 2002 roku w Val d’Isère, 15 stycznia 2003 roku w Cortinie d’Ampezzo i 1 lutego 2004 roku w Haus wygrywała supergiganty, a 7 grudnia 2002 roku w Lake Louise, 5 i 6 grudnia 2003 roku w tej samej miejscowości oraz 18 stycznia w Cortinie d’Ampezzo była najlepsza w zjazdach. Ostatni raz w najlepszej trójce znalazła się 7 stycznia 2005 roku w Santa Caterina, zajmując trzecie miejsce w biegu zjazdowym. Najlepsze wyniki osiągnęła w sezonie 2003/2004, kiedy zajęła piąte miejsce w klasyfikacji generalnej, drugie w supergigancie i trzecie w klasyfikacji zjazdu. Ponadto w sezonie 2002/2003 wywalczyła Małą Kryształową Kulę w klasyfikacji supergiganta, a w sezonie 2000/2001 w tej samej konkurencji była trzecia.
Największy sukces osiągnęła w 2002 roku, kiedy zwyciężyła w biegu zjazdowym podczas igrzysk olimpijskich w Salt Lake City. W zawodach tych o 0,45 sekundy wyprzedziła Włoszkę Isolde Kostner, a o 0,83 sekundy pokonała Austriaczkę Renate Götschl. Był to pierwszy w historii złoty medal wywalczony dla Francji w tej konkurencji w rywalizacji kobiet. Na tych samych igrzyskach zajęła także siódme miejsce w supergigancie. Tytułu olimpijskiego nie obroniła na igrzyskach w Turynie w 2006 roku, gdzie w zjeździe zajęła 28. miejsce, a supergiganta ukończyła na piątej pozycji. Brała także udział w igrzyskach olimpijskich w Nagano w 1998 roku, gdzie była czternasta w supergigancie i biegu zjazdowym. Wielokrotnie startowała na mistrzostwach świata, najlepszy wynik osiągając podczas odbywających się w 2005 roku mistrzostw świata w Bormio, gdzie wspólnie z Ingrid Jacquemod, Christel Pascal, Laure Pequegnot, Jean-Pierre’em Vidalem i Pierrickiem Bourgeatem zdobyła brązowy medal w rywalizacji drużynowej. Indywidualnie najwyższą pozycję wywalczyła na mistrzostwach świata w Sestriere w 1997 roku, gdzie w supergigancie była czwarta. Walkę o podium przegrała tam z Niemką Hilde Gerg o 0,34 sekundy.
Wielokrotnie zdobywała medale mistrzostw Francji, w tym osiem złotych: w zjeździe w latach 1996, 1997 i 1999, supergigancie w latach 1992, 1997, 1998 i 1999 oraz gigancie w 2002 roku. W 2006 roku zakończyła karierę.

## Osiągnięcia

### Igrzyska olimpijskie
| Miejsce | Dzień     | Rok  | Miejscowość    | Konkurencja | Czas biegu  | Strata  | Zwyciężczyni         |
| ------- | --------- | ---- | -------------- | ----------- | ----------- | ------- | -------------------- |
| 14.     | 11 lutego | 1998 | Nagano         | Supergigant | 1:18,02 min | +0,86 s | Picabo Street        |
| 14.     | 16 lutego | 1998 | Nagano         | Zjazd       | 1:29,89 min | +1,76 s | Katja Seizinger      |
| 1.      | 12 lutego | 2002 | Salt Lake City | Zjazd       | 1:39,56 min | -       | -                    |
| 7.      | 17 lutego | 2002 | Salt Lake City | Supergigant | 1:13,59 min | +0,69 s | Daniela Ceccarelli   |
| 18.     | 22 lutego | 2002 | Salt Lake City | Gigant      | 2:30,01 min | +4,52 s | Janica Kostelić      |
| 28.     | 15 lutego | 2006 | Turyn          | Zjazd       | 1:56,49 min | +3,54 s | Michaela Dorfmeister |
| 5.      | 20 lutego | 2006 | Turyn          | Supergigant | 1:32,47 min | +0,84 s | Michaela Dorfmeister |

### Mistrzostwa świata
| Miejsce | Dzień       | Rok  | Miejscowość   | Konkurencja | Czas biegu  | Strata  | Zwyciężczyni          |
| ------- | ----------- | ---- | ------------- | ----------- | ----------- | ------- | --------------------- |
| 8.      | 11 lutego   | 1993 | Morioka       | Zjazd       | 1:27,38 min | +0,92 s | Kate Pace             |
| 11.     | 12 lutego   | 1996 | Sierra Nevada | Supergigant | 1:21,00 min | +1,49 s | Isolde Kostner        |
| 20.     | 18 lutego   | 1996 | Sierra Nevada | Zjazd       | 1:54,06 min | +2,68 s | Picabo Street         |
| 4.      | 11 lutego   | 1997 | Sestriere     | Supergigant | 1:23,50 min | +0,48 s | Isolde Kostner        |
| 7.      | 15 lutego   | 1997 | Sestriere     | Zjazd       | 1:41,18 min | +0,90 s | Hilary Lindh          |
| 15.     | 3 lutego    | 1999 | Vail          | Supergigant | 1:20,53 min | +1,59 s | Alexandra Meissnitzer |
| 22.     | 7 lutego    | 1999 | Vail          | Zjazd       | 1:48,20 min | +2,58 s | Renate Götschl        |
| 5.      | 29 stycznia | 2001 | St. Anton     | Supergigant | 1:23,44 min | +0,25 s | Régine Cavagnoud      |
| 10.     | 6 lutego    | 2001 | St. Anton     | Zjazd       | 1:36,20 min | +1,63 s | Michaela Dorfmeister  |
| 14.     | 3 lutego    | 2003 | Sankt Moritz  | Supergigant | 1:27,48 min | +1,53 s | Michaela Dorfmeister  |
| 7.      | 9 lutego    | 2003 | Sankt Moritz  | Zjazd       | 1:34,30 min | +0,57 s | Mélanie Turgeon       |
| 19.     | 13 lutego   | 2003 | Sankt Moritz  | Gigant      | 2:30,97 min | +4,55 s | Anja Pärson           |
| DNF     | 30 stycznia | 2005 | Bormio        | Supergigant | 1:17,64 min | -       | Anja Pärson           |
| 21.     | 6 lutego    | 2005 | Bormio        | Zjazd       | 1:39,90 min | +2,80 s | Janica Kostelić       |
| 3.      | 13 lutego   | 2005 | Bormio        | Drużynowo   | 26 pkt      | +12 pkt | Niemcy                |

### Mistrzostwa świata juniorów
| Miejsce | Dzień       | Rok  | Miejscowość | Konkurencja | Czas biegu  | Strata  | Zwyciężczyni       |
| ------- | ----------- | ---- | ----------- | ----------- | ----------- | ------- | ------------------ |
| 19.     | 8 kwietnia  | 1991 | Geilo       | Supergigant | 1:15,16 min | +2,05 s | Julie Lunde Hansen |
| 17.     | 11 kwietnia | 1991 | Geilo       | Zjazd       | 1:08,87 min | +1,30 s | Céline Dätwyler    |
| 28.     | 12 kwietnia | 1991 | Geilo       | Gigant      | 2:09,95 min | +7,28 s | Sabina Panzanini   |
| 11.     | 25 lutego   | 1992 | Maribor     | Zjazd       | 1:21,68 min | +1,24 s | Céline Dätwyler    |
| 11.     | 26 lutego   | 1992 | Maribor     | Supergigant | 1:20,66 min | +2,15 s | Regina Häusl       |
| 46.     | 27 lutego   | 1992 | Maribor     | Gigant      | 1:56,37 min | +8,68 s | Regina Häusl       |
| 31.     | 29 lutego   | 1992 | Maribor     | Slalom      | 1:17,03 min | +8,59 s | Urška Hrovat       |
| 22.     | 29 lutego   | 1992 | Maribor     | Kombinacja  | ?           | ?       | Erika Hansson      |

### Puchar Świata

#### Miejsca w klasyfikacji generalnej
- sezon 1991/1992: 105.
- sezon 1992/1993: 59.
- sezon 1993/1994: 59.
- sezon 1994/1995: 67.
- sezon 1995/1996: 31.
- sezon 1996/1997: 15.
- sezon 1997/1998: 26.
- sezon 1998/1999: 26.
- sezon 1999/2000: 55.
- sezon 2000/2001: 9.
- sezon 2001/2002: 16.
- sezon 2002/2003: 6.
- sezon 2003/2004: 5.
- sezon 2004/2005: 18.
- sezon 2005/2006: 37.

#### Zwycięstwa w zawodach
1. Garmisch-Partenkirchen – 16 lutego 2001 (supergigant)
2. Lake Louise – 7 grudnia 2002 (zjazd)
3. Val d’Isère – 13 grudnia 2002 (supergigant)
4. Cortina d’Ampezzo – 15 stycznia 2003 (supergigant)
5. Lake Louise – 5 grudnia 2003 (zjazd)
6. Lake Louise – 6 grudnia 2003 (zjazd)
7. Cortina d’Ampezzo – 18 stycznia 2004 (zjazd)
8. Haus – 1 lutego 2004 (supergigant)

- 8 zwycięstw (4 zjazdy i 4 supergiganty)

#### Pozostałe miejsca na podium
1. Kvitfjell – 13 marca 1993 (zjazd) – 3. miejsce
2. Lake Louise – 30 listopada 1996 (zjazd) – 2. miejsce
3. Vail – 7 grudnia 1996 (supergigant) – 3. miejsce
4. Happo One – 28 lutego 1997 (zjazd) – 3. miejsce
5. Lake Louise – 1 grudnia 2000 (zjazd) – 2. miejsce
6. Val d’Isère – 6 grudnia 2000 (supergigant) – 3. miejsce
7. Lenzerheide – 25 lutego 2001 (supergigant) – 3. miejsce
8. Lake Louise – 1 grudnia 2001 (supergigant) – 2. miejsce
9. Lake Louise – 6 grudnia 2002 (zjazd) – 2. miejsce
10. Lake Louise – 8 grudnia 2002 (supergigant) – 3. miejsce
11. Innsbruck – 28 lutego 2003 (supergigant) – 2. miejsce
12. Innsbruck – 2 marca 2003 (supergigant) – 2. miejsce
13. Cortina d’Ampezzo – 17 stycznia 2004 (zjazd) – 3. miejsce
14. Åre – 21 lutego 2004 (supergigant) – 2. miejsce
15. Lake Louise – 3 grudnia 2004 (zjazd) – 2. miejsce
16. Lake Louise – 4 grudnia 2004 (zjazd) – 3. miejsce
17. Santa Caterina – 7 stycznia 2005 (zjazd) – 3. miejsce